# Myrmecophilus testaceus
Myrmecophilus testaceus är en insektsart som beskrevs av Lucien Chopard 1925. Myrmecophilus testaceus ingår i släktet Myrmecophilus och familjen Myrmecophilidae. Inga underarter finns listade i Catalogue of Life.